# D+R
D+R er en dansk kortfilm fra 2007 med instruktion og manuskript af Camille Alsted.

## Handling
Dea søger den perfekte kærlighed, og har måske fundet den i sin nye kæreste, den lækre og lidt ældre Rasmus. Men en weekend kommer tvivlen pludselig på besøg, for hvordan finder man egentlig den perfekte kærlighed, når man ikke rigtig ved, hvad hverken kærlighed eller perfekt er?